# Agathe Kwon Chin-i
Pour les articles homonymes, voir Sainte Agathe et Kwon (homonymie).
Agathe Kwon Chin-i (en coréen 권진이 아가타) est une laïque chrétienne coréenne, martyre et sainte, née en 1820 à Séoul en Corée, morte décapitée à 20 ans le 31 janvier 1840 à côté de Séoul.
Reconnue martyre et béatifiée en 1925 par Pie XI, elle est solennellement canonisée à Séoul par le pape Jean-Paul II le 6 mai 1984 avec 102 autres martyrs de Corée. 
Sainte Agathe Kwon Chin-i est fêtée le 29 décembre et le 20 septembre.

## Biographie
Agathe Kwon Chin-i naît en 1820 à Séoul en Corée. Elle est la fille d'un fonctionnaire du gouvernement, Kwon, et de Madeleine Han Yong-i son épouse, future martyre. 
Agathe Kwon se marie à l'âge de douze ou treize ans. Mais ils ne font que célébrer le mariage, Agathe Kwon part habiter chez un proche, car son mari est trop pauvre pour avoir une maison. 
Quand le prêtre chinois Pacifique Yu Pang-che arrive en Corée, Agathe Kwon travaille pour lui en tant que femme de ménage. Elle dit au prêtre qu'elle souhaite conserver la vertu de virginité. Le prêtre annule alors son mariage pour qu'elle puisse être vierge. Peu après, des rumeurs se répandent au sujet de leurs relations. C'est pourquoi lorsqu'un prêtre français arrive, le père Maubant, il fait embarquer le père Yu pour la Chine.
Ensuite il explique à Agathe Kwon la situation qu'elle a contribué à créer. Les rumeurs diminuent alors, et Agathe comprend le problème qu'elle a involontairement causé. Elle s'en repent et se détermine à compenser cela en offrant sa vie à Dieu par le martyre.
Agathe Kwon Chin-i est arrêtée le 17 juillet 1839. Elle parvient à s'échapper avec une autre jeune femme, grâce à la complicité d'un garde, mais elle est reprise. Elle rencontre sa mère en prison. Torturée, elle ne renie pas sa foi. Elle est finalement décapitée le 31 janvier 1840 à l'extérieur de Séoul, à Tangkogae (Dangkogae), avec cinq autres catholiques,.

## Canonisation
Agathe Kwon Chin-i est reconnue martyre par décret du Saint-Siège le 9 mai 1925 et ainsi proclamée vénérable. Elle est béatifiée (proclamée bienheureuse) le 5 juillet suivant par le pape Pie XI.
Elle est canonisée (proclamée sainte) par le pape Jean-Paul II le 6 mai 1984 à Séoul en même temps que 102 autres martyrs de Corée,. 
Sainte Agathe Kwon Chin-i est fêtée le 29 décembre, jour anniversaire de sa mort, et le 20 septembre, qui est la date commune de célébration des martyrs de Corée.